# Esa Utriainen
Esa Utriainen (ur. 20 listopada 1953 w Virtasalmi) – fiński lekkoatleta, który specjalizował się w rzucie oszczepem.
W 1983 był finalistą mistrzostw świata.
Medalista mistrzostw Finlandii. 
Jego córka – Sanni Utriainen – także uprawia rzut oszczepem, w 2010 roku została w tej konkurencji mistrzynią świata juniorek.
Rekord życiowy: 90,94 (13 sierpnia 1979, Helsinki). 

## Osiągnięcia
| Rok  | Impreza            | Miejsce  | Lokata      | Wynik |
| ---- | ------------------ | -------- | ----------- | ----- |
| 1983 | Mistrzostwa świata | Helsinki | 12. miejsce | 76,66 |